# Mark Malmström
Mark Malmström Fast, född 1986, är en svensk journalist som tidigare arbetat som producent och reporter på Ekot, bland annat på Godmorgon världen, och som webbredaktör och reporter på Svenska Dagbladet. 
Malmström Fast tilldelades Stora Journalistpriset 2012 i kategorin "Årets förnyare" tillsammans med Ola Henriksson, Peter Grensund, Jan Almgren, Carolina Neurath och Olle Zachrison för arbetet med räntekartan.
Malmström Fast är uppvuxen i Brämhult i Borås och studerade vid Södertörns högskola till sin examen 2010. 